# Anime borboniche
Anime borboniche è un film del 2021 scritto e diretto da Paolo Consorti e Guido Morra.

## Trama
Una coppia di sposi deve raggiungere la Reggia di Caserta per una rievocazione storica. I due litigano durante il tragitto e il marito, abbandonato dalla moglie, è costretto a raggiungere la Reggia a piedi, senza cellulare e vestito da cocchiere borbonico.

## Promozione
Il primo trailer del film è stato diffuso il 13 gennaio 2021.

## Produzione

### Riprese
La pellicola è stata girata tra la Reggia di Caserta e il borgo di Castel Campagnano.

### Colonna sonora
La colonna sonora porta la firma di Ferruccio Spinetti che presenta al pubblico il brano Il cammino scritto insieme con la giovane cantante Alessandra Tumolillo. Hanno partecipato alla colonna sonora i musicisti Mimì Ciaramella, Paolo Mauriello, Alfonso Brandi, Antonia Di Maio.

## Distribuzione
Il film doveva essere distribuito su Prime Video a partire dal 14 gennaio 2021, ma risulta essere in catalogo con un giorno d'anticipo.

## Premi e riconoscimenti
- Vesuvius International 
  - Film Fest 2020 Miglior attore non protagonista per Giovanni Esposito
- Safiter Film Festival 2021 
  - Migliore regia per Paolo Consorti e Guido Morra
  - Migliori attori protagonisti per Ernesto Mahieux e Susy Del Giudice
- Terni Film Festival 2021 
  - Migliore sceneggiatura per Paolo Consorti e Guido Morra